# Soilwork
Soilwork es una banda de death metal melódico originaria de Helsingborg, Suecia, formada en el año 1995 por Björn Strid y Peter Wichers, su estilo se encasilla dentro del death metal melódico  aunque la influencia por el metal alternativo es también evidente al escucharlos, sobre todo en sus últimos álbumes.

## Historia
Bajo el nombre original de Inferior Breed surgió una banda de groove metal influenciada por los grupos Machine Head, Meshuggah, Pantera y Carcass, en 1995. Pero el futuro que le esperaba a este grupo iba a ser diferente con respecto a sus inicios, y, de hecho, los mismos integrantes fueron experimentando con otras formas de metal. De sus primeras influencias de groove metal a las tendencias del death metal sueco incluso heavy metal clásico. Duraron muy poco tiempo bajo ese nombre, pues al poco tiempo lo cambiaron por Soilwork, con el que se mantienen hasta la fecha.
Su primer trabajo fue una demo llamada In Dreams We Fall into the Eternal Lake compuesta de cinco piezas. Esta maqueta fue enviada a varias compañías discográficas hasta que llegó a las manos de Michael Amott, guitarrista de Arch Enemy quien tenía una tienda de discos en Helsinborg y a quien le entregaron algunas copias del demo para que las distribuyera. Más adelante, al escuchar el trabajo de la banda, dos discográficas estuvieron interesadas en ellos y decidieron probar suerte con el sello francés Listenable Records, con el que grabaron su álbum debut Steelbath Suicide en 1998.
Poco después de la salida de este disco surgieron los primeros problemas. Los integrantes del grupo comenzaron a tener diferencias entre ellos sobre el estilo de metal a seguir, y a raíz de esto el guitarrista Ludwig Swartz y el percusionista Jimmy Persson abandonaron el grupo. Fueron sustituidos por Ola Frenning (quien es tío de Peter Wichers) y Henry Ranta respectivamente. Fue entonces cuando comenzaron a trabajar duramente en un nuevo disco, The Chainheart Machine, que salió a la venta al año siguiente, en 1999. El álbum recibió muy buenas críticas, lo que atrajo la atención de la disquera Nuclear Blast, con quienes firmaron contrato más adelante. Poco después salieron de gira para promocionar su álbum, al lado de bandas como Defleshed, Cannibal Corpse y Dark Tranquillity.

### Cambios en la alineación
Ya entonces este grupo gozaba de cierta autosuficiencia y empuje discográfico, y fue una decisión importante para ellos seguir evolucionando musicalmente, hecho que les hizo decantarse por el sello Nuclear Blast. Así, publicaron un nuevo álbum en 2001, lo llamaron A Predator's Portrait, disco con el cual obtuvieron un notable éxito en una perfecta gira junto a Nevermore y Annihilator y adquiriendo un éxito y popularidad tan grande como las de sus compatriotas In Flames.
Pero ahí no acabaron los problemas para la banda, y es que perdieron en ese año al teclista Carlos Del Olmo Holmberg, aunque fue reemplazado por Sven Karlsson, que ya había trabajado en grupos como Evergrey, Misteltein y Embraced.
Tiempo después, la banda volvió a ingresar a los estudios para la grabación de su siguiente producción, titulada Natural Born Chaos, junto con los productores Devin Townsend (vocalista y guitarrista de la banda Strapping Young Lad) y Fredrik Nordström. Fue en este disco donde se marcó un punto de inflexión con respecto a sus anteriores trabajos, donde empezaron a escucharse los riffs influenciados del heavy metal de los 80 que le dan a Soilwork un toque melódico que aún hoy conserva.
En el año 2002, el álbum Natural Born Chaos vio la luz, y fue muy aclamado, recibiendo críticas positivas, y después de esto, la banda inició una gira a través de los Estados Unidos junto a Hypocrisy y Killswitch Engage, en el verano de ese año, y junto a In Flames en el otoño. Después de la gira, comenzaron los preparativos para la grabación de un nuevo álbum.

### Figure Number Five

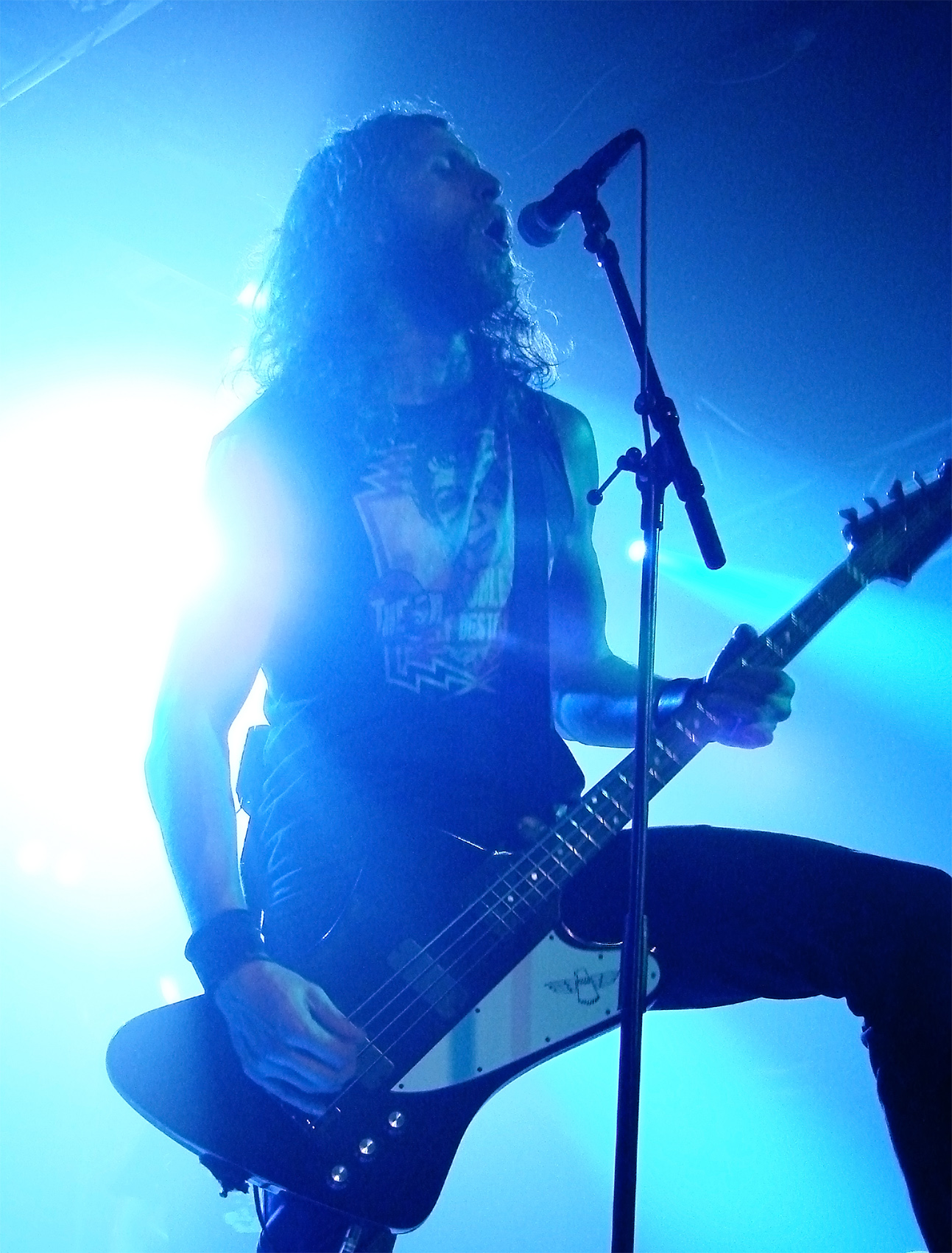
Ola Flink

En diciembre del 2002, Soilwork ingreso a los estudios nuevamente, para comenzar a grabar su quinto álbum. Después de las grabaciones, la banda inició una gira por Europa junto a Children of Bodom y Shadows Fall en abril y mayo. En ese mismo mes, salió a la venta el álbum Figure Number Five. A principios de junio, el baterista Henry Ranta dejó la banda para enfocarse más a su vida personal, y fue reemplazado unas semanas después por Richard Evensand. La banda se embarcó en otra gira por Norteamérica junto a In Flames, Chimaira y Unearth. En septiembre, Soilwork salió de gira ahora en Japón junto a Children of Bodom Algunos días después, Soilwork realizó una mini-gira a través de Japón y Australia. Después de ese año, volvieron a salir de gira por los Estados Unidos con Chimaira, As I Lay Dying y Bleeding Through. Después de dicha gira, Richard Evensand dejó la banda para sustituir al baterista Andy Herrick quien recientemente había salido de Chimaira. Soilwork inicialmente anunció que su reemplazo "temporal" era Dirk Verbeuren de Scarve; Verbeuren se unió después a Soilwork como un miembro permanente. A principios del 2004, el vocalista Björn "Speed" Strid contribuyó con su voz en algunas canciones para un álbum de la banda italiana de death metal melódico Disarmonia Mundi. En el mes de abril, la banda anunció que su contrato con Nuclear Blast Records se había extendido. El mismo mes, inician una gira por Australia junto a Anthrax, Embodiment y Killswitch Engage. A mediados del 2004, Solwork sale de gira por Japón junto a Dark Tranquillity.

### Stabbing the Drama
Soilwork ingresó a los estudios Dug Out el 14 de septiembre para comenzar a grabar su sexto álbum, Stabbing the Drama. Una semana más tarde, la banda cambia de "sede", para realizar las grabaciones, las cuales se llevaron a cabo en los estudios Fascination Street. Stabbing the Drama fue lanzado a principios de marzo, del año 2005. El álbum ingresó en las listas de popularidad de Finlandia, posicionándose en el lugar 19, y en las suecas en el lugar número 14. La banda también ingresó a las listas norteamericanas con una popularidad más o menos buena. Stabbing the Drama se posicionó en los lugares #12 y #21 de los Billboard Heatseeker y Billboard Top Independent albums, respectivamente. La banda apareció en vivo en el Ozzfest 2005, actuando en el segundo escenario. En noviembre, la banda salió de gira pro los estados de E.U. aledaños a dicho suceso junto con Fear Factory. Ya a finales del año 2005, el guitarrista Peter Wichers dejó la banda debido al cansancio de las giras y por compromisos personales. Ese mismo mes, Björn anunció que comenzaría a trabajar en el siguiente álbum de Disarmomia Mundi. En mayo del 2006, Daniel Antonsson (de Dimension Zero y actualmente en Dark Tranquillity) fue anunciado como el nuevo guitarrista y reemplazo de Wichers. Soilwork inició una gira por Europa en el verano. En septiembre, ellos salieron de gira a través de los E.U. y Turquía. Más adelante, la banda canceló sus presentaciones en Turquía, debido a ataques terroristas y bombardeos en la región donde se iban a presentar. En octubre, la banda volvió a girar por Norteamérica, esta vés junto a Darkest Hour, Mnemic y Threat Signal. En marzo del 2007, Soilwork comenzó las grabaciones para su séptimo álbum.

### Sworn to a Great Divide

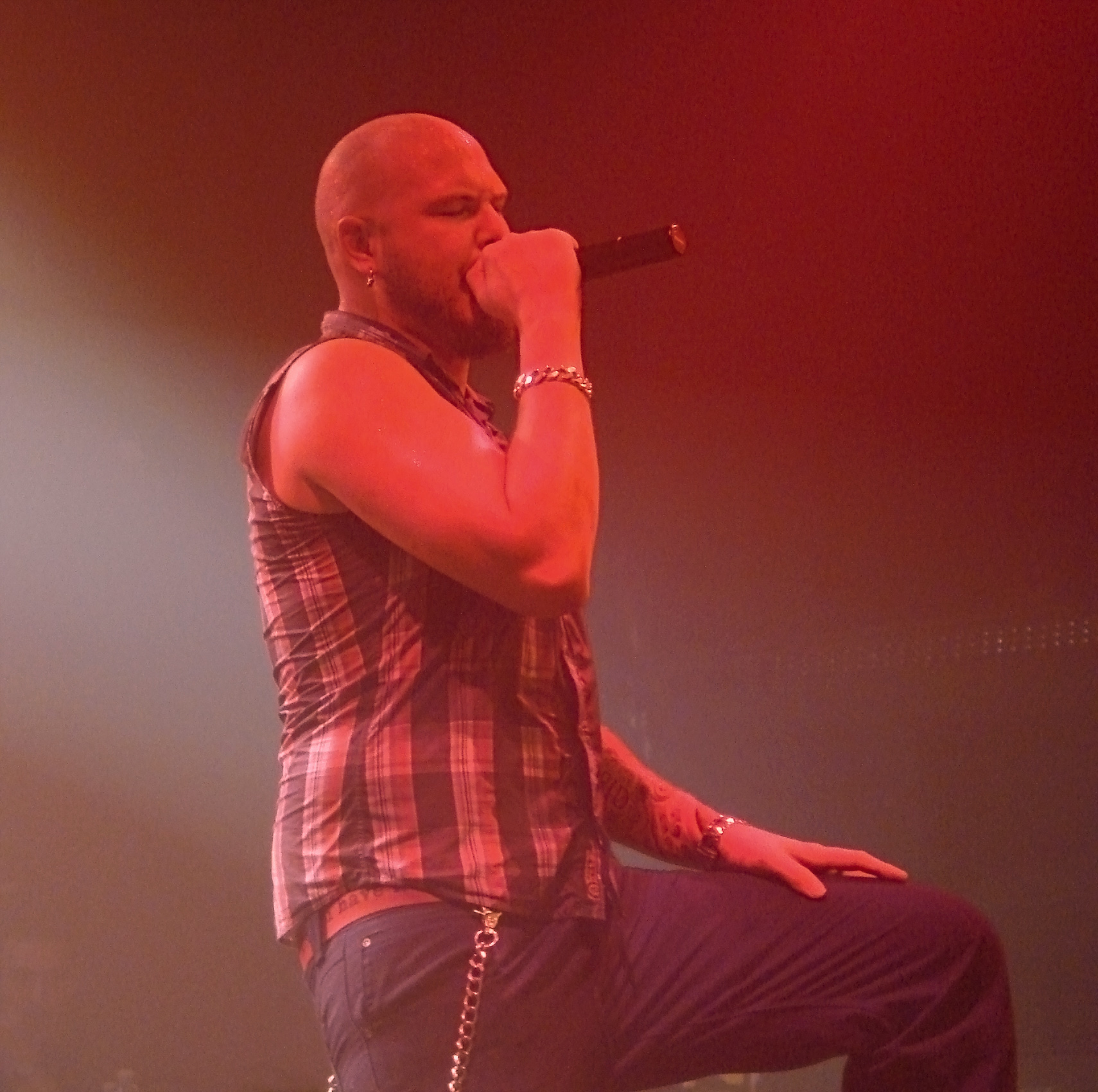
Bjorn “Speed” Strid

A principios de marzo del 2007, Soilwork comenzó a grabar algunas canciones para su séptima producción, Sworn to a Great Divide A finales de junio, Ola Frenning anunció que el álbum estaba terminado y listo para ser lanzado. Soilwork se presentó en vivo junto con Caliban, Sonic Syndicate y Dark Tranquillity en una gira llamada, 'Eastpak Antidote' tour. El álbum, Sworn To agreat Divide fue lanzado el 19 de octubre de 2007 a través de Nuclear Blast. Este álbum presenta un sonido muy cercano al thrash metal, pero aun incluyendo teclados y sintetizadores, como en los álbumes previos.
La banda volvió a realizar una gira por Norteamérica, ahora junto a Lamb of God, Killswitch Engage y DevilDriver. La gira comenzó el 28 de noviembre de 2007 en el "Tsongas Arena" en Lowell, Massachusetts, y finalizó en el Santa Ana Star Center, en Río Rancho, Nuevo México el 17 de diciembre de 2007. El 12 de febrero de 2008, en el sitio web oficial de Soilwork, se anunció que Ola Frenning dejaba definitivamente la banda, pero que sería reemplazado por Sylvain Coudret (guitarrista de Scarve). Más recientemente, el 18 de septiembre, se anunció que el guitarrista Daniel Antonsson salió de la banda, y más adelante sería reemplazado por el guitarrista fundador, Peter Wichers.

### The Panic Broadcast
Recientemente, la banda regresó a los estudios a principios del 2010 para comenzar las grabaciones de su siguiente álbum, The Panic Broadcast, con el guitarrista Peter Wichers haciéndose cargo de la producción y Jens Bogren (Opeth, Katatonia) en las mezclas. Este nuevo álbum marca el regreso del guitarrista Peter Wichers, y también el debut en la banda de Sylvain Coudret, quien es conocido por ser el guitarrista de Scarve y quien se unió a Soilwork a principios del 2009. Además, Speed anunció el 22 de enero de 2010 en la página MySpace de la banda un boletín donde comenta que el nuevo álbum se titularía The Panic Broadcast. El álbum fue lanzado el 2 de julio en Europa y el 13 de julio en Norteamérica.

## Integrantes
- Björn "Speed" Strid - voz (1995-) (también en Terror 2000, Disarmonia Mundi, Coldseed, The Nightflight Orchestra, Blinded in Bliss)
- David Andersson - guitarra (2012-2022) (también en Mean Streak)
- Sylvain Coudret - guitarra (2008-) (también en Scarve)
- Sven Karlsson - teclados (2001-) (ex-Evergrey)
- Bastian Thusgaard - batería (2016-)
- Taylor Nordberg - bajo (2017-)

### Miembros anteriores
Guitarristas
- Mattias Nilsson (1995-1997) (también en Kayser)
- Ludvig Svartz (1997-1998) (también en Violent Elegy)
- Ola Frenning (1998-2008) (también en Five Point Terry[39])
- Daniel Antonsson (2006-2008) (también en Pathos, Dimension Zero, Dark Tranquillity)
- Peter "Vicious" Wichers - guitarra (1995-2005, 2008-2012) (ex Warrel Dane)

Bajistas
- Carl-Gustav Döös (1995-1997)
- Ola Flink - Bajo (1998-2015) (ex-Hatelight)
- Markus Wibom - bajo (2015-2017)

Bateristas
- Jimmy "Judas" Persson (1995-1998) (también en Faithful Darkness)
- Henry Ranta (1998-2003) (también en The Defaced, ex-Terror 2000)
- Richard Evensand (Sesión 2003-2004) (ex-Chimaira, Demonoid, ex-Therion)
- Dave Witte (en vivo en el Ozzfest 2005) (también en Municipal Waste)
- Dirk Verbeuren - batería (2004-2016) (también en Aborted, One-Way Mirror, Scarve, Bent Sea)

Tecladistas
- Carlos Del Olmo Holmberg (1998-2001)

## Discografía
- Steelbath Suicide (1998)
- The Chainheart Machine (2000)
- A Predator's Portrait (2001)
- Natural Born Chaos (2002)
- Figure Number Five (2003)
- Stabbing the Drama (2005)
- Sworn to a Great Divide (2007)
- The Panic Broadcast (2010)
- The Living Infinite (2013)
- The Ride Majestic (2015)
- Verkligheten (2019)
- Övergivenheten (2022)